# Libbey-Gletscher
Der Libbey-Gletscher ist ein Gletscher in der Eliaskette im Süden von Alaska (USA). 
Benannt wurde der Gletscher im Jahr 1888 nach William Libbey, einem Teilnehmer der New-York-Times-Expedition im Jahre 1886 und Geographie-Professor in Princeton, der später die Silbermedaille im Schießen bei den Olympischen Sommerspielen 1912 gewann.

## Geografie
Das Nährgebiet des Libbey-Gletschers befindet sich an der Südostflanke vom Mount Saint Elias auf einer Höhe von etwa 2000 m. Von dort strömt der Libbey-Gletscher über eine Strecke von 15 km hangabwärts und mündet schließlich in den weiter östlich verlaufenden Agassiz-Gletscher, kurz vor dessen Übergang zum Malaspinagletscher. Der Libbey-Gletscher erreicht im unteren Bereich eine maximale Breite von 3,2 km. Am Westrand des unteren Gletscherabschnitts befinden sich die Agassiz-Seen.